# Ahmad Hassan Abdullah
Ahmad Hassan Abdullah, född den 29 juli 1981 i Kenya som Albert Chepkurui, är en friidrottare som representerar Qatar och tävlar i medel- och långdistanslöpning.
Abdullah deltog vid VM 2003 i Paris där han slutade fyra på 10 000 meter. Han deltog även vid Olympiska sommarspelen 2008 där han blev åtta på samma distans. 
Han har även haft stora framgångar i terränglöpning där han blev trea vid VM 2005. Han har även två gånger blivit trea vid VM i halvmaraton, 2004 och 2008.

## Personliga rekord
- 10 000 meter - 26.38,76
- Halvmaraton - 1:01.46